# Blackwater (Kornwalia)
Blackwater – wieś w Anglii, w Kornwalii. Leży 31 km na północny wschód od miasta Penzance i 381 km na zachód od Londynu.